# Gare de Moissac
La gare de Moissac est une gare ferroviaire française de la ligne de Bordeaux-Saint-Jean à Sète-Ville, située sur le territoire de la commune de Moissac, dans le département de Tarn-et-Garonne, en région Occitanie.
Elle est mise en service en 1856 par la Compagnie des chemins de fer du Midi et du Canal latéral à la Garonne (Midi).

## Histoire
La station de Moissac est mise en service le 30 août 1856 par la Compagnie des chemins de fer du Midi et du Canal latéral à la Garonne (Midi), lorsqu'elle ouvre à l'exploitation la section de Valence-d'Agen à Toulouse de son chemin de fer de Bordeaux à Cette.

### Fréquentation
En 2014, selon les estimations de la SNCF, la fréquentation annuelle de la gare était de 74 809 voyageurs et de 124 171 voyageurs en 2022.
De 2015 à 2023, selon les estimations de la SNCF, la fréquentation annuelle de la gare s'élève aux nombres indiqués dans le tableau ci-dessous :
| Année           | 2015   | 2016   | 2017   | 2018   | 2019   | 2020   | 2021   | 2022    | 2023    |
| --------------- | ------ | ------ | ------ | ------ | ------ | ------ | ------ | ------- | ------- |
| Voyageurs seuls | 81 273 | 83 344 | 83 915 | 66 280 | 77 068 | 63 551 | 87 547 | 124 171 | 144 881 |

## Service des voyageurs

### Accueil
Le guichet est ouvert tous les jours. Des bornes d'achat sont aussi présentes sur les quais.

### Desserte
Moissac est desservie par les trains TER Occitanie (ligne d'Agen à Toulouse).

## Patrimoine ferroviaire
Le bâtiment voyageurs, construit par la Compagnie du Midi selon un plan-type standard sur la ligne de Bordeaux à Sète, est toujours utilisé. Il s'agit d'un bâtiment à étage de 7 travées installé sur une plate-forme comprenant trois voies à quai et une dizaine de voies de garage. Un important mur de soutènement en pierre délimite l'espace de la gare.